# Драйвер (електроніка)

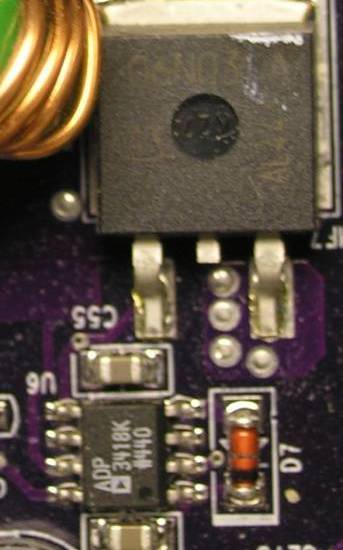
Мікросхема драйвера ADP3418 (внизу зліва), використана для керування потужним польовим транзистором у перетворювачі напруги.

Драйвер (англ. driver — водій) — електронний пристрій, за допомогою якого узгоджуються несумісні сигнальні рівні напруги чи струму між електронними (або іншими не електронними) компонентами. Аналогом драйвера для узгодження протоколів (рівнів) сигналів/живлення різних приладів чи пристроїв є адаптер.

## Приклади драйверів
Драйверами називають такі електронні збірки та пристрої
- Шинні формувачі, призначені, наприклад, для конвертування напруги сигналів у цифрових пристроях, посилення навантажувальної здатності, формування сигналів з заданими характеристиками тощо. Використовуються у комп'ютерах.
- Формувачі сигналів інтерфейсів цифрових електронних пристроїв, призначені для перетворення, приймання і передавання цифрових сигналів і узгодження електричних параметрів з особливостями лінії зв'язку. Типовими прикладами таких драйверів можна вважати формувачі інтерфейсів RS-232, RS-485, RS-422, CAN, LIN, Ethernet, USB, IEEE 1394 та інші.
- Пристрої керування різними виконавчими механізмами і засобами індикації (такими, як електромагніти, електродвигуни і сигнальні лампи).
- Драйвери світлодіодів.
- Драйвери, що керують силовими MOSFET і IGBT-транзисторами. Затвори потужних польових силових транзисторів мають високу електричну ємність (тисячі пікофарад), для заряджання яких на високій частоті потрібен великий струм. Саме драйвер забезпечує такий струм для швидкого заряджання затвора транзистора для його відкривання, і розряджає затвор, коли транзистор треба закрити.

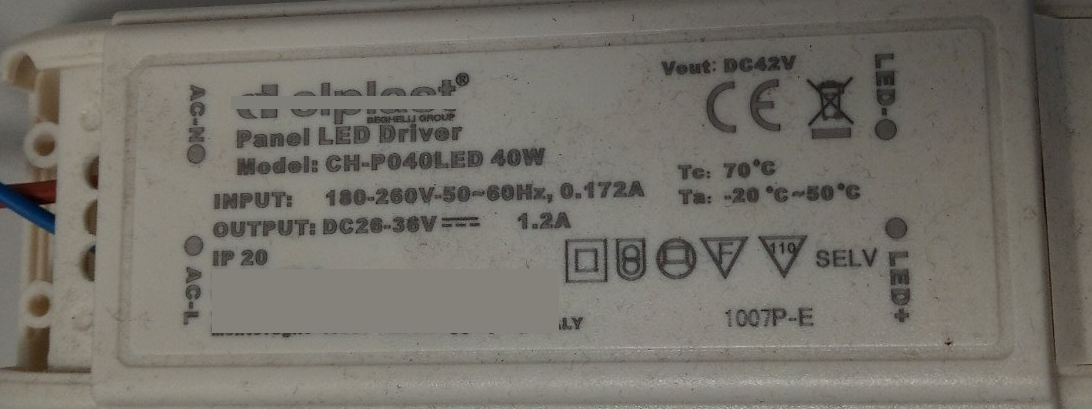
Зазначені на корпусі драйвера живлення підвісного світильника 60х60 см його технічні характеристики

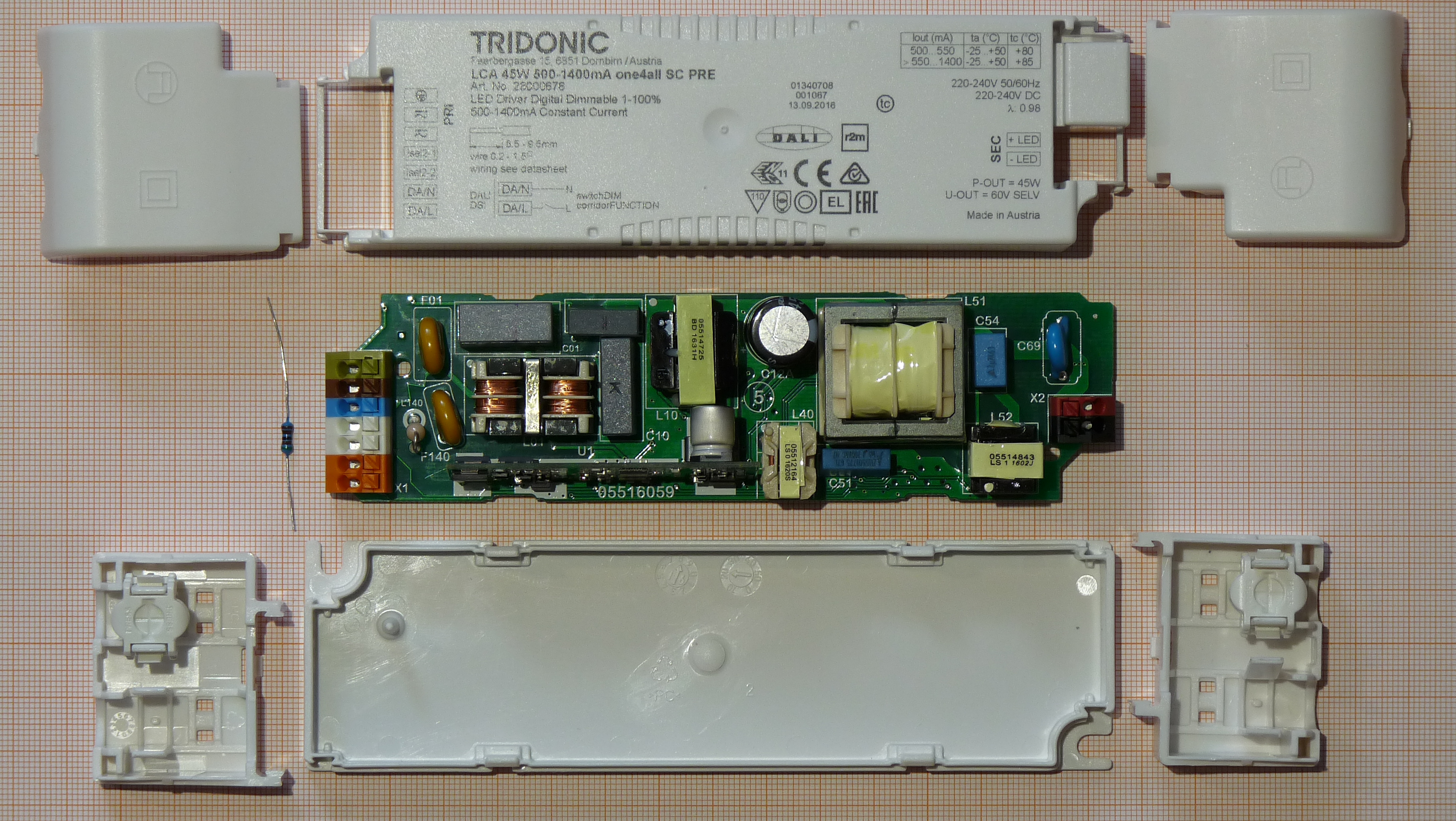
Розібраний корпус драйвера із електронною платою

## Драйвери світлодіодів
Драйвер світлодіодної лампи чи панелі – це плата з електронними компонентами, що забезпечує живлення світлодіодів, перетворюючи змінний струм в постійний. 
Обов’язковими складовими будь-якого драйвера є
- випростувач струму (може бути окремий діод, пара діодів, чи діодний міст), які перетворюють   напругу змінного струму, наприклад, 220 В 50 Гц, у напругу постійного струму;
- вхідний конденсатор, який згладжує коливання струму на вході схеми;
- вхідний резистор, який обмежує струм в момент включення лампи і зменшує іскріння на контактах перемикача;
- вихідний конденсатор (вихідні конденсатори), він же вихідний фільтр, що згладжує коливання вихідного струму;
- вихідний резистор забезпечує розряд вихідного конденсатора при вимиканні лампи та  регулювання навантаження в разі виходу з ладу частини світлодіодів.

### Типи драйверів світлодіодних ламп
Залежно від того, які  електронні компоненти присутні на платі драйвера, їх можна умовно поділити на такі типиLinear, Linear IC, IC .
Linear
Linear  — лінійний драйвер, найпростіший найдешевший драйвер. Має лише найнеобхідніші елементи для перетворення змінного струму в постійний. Він не захищає світлодіоди від перепадів напруги в мережі. Використовується в лампах, де недостатньо місця для розміщення більш складних типів драйверів, в малопотужних лампах.   Linear драйвер часто використовують в філаментних лампах.
Linear IC
Linear IC драйвер (Integrated Circuit – інтегральна мікросхема)  - це драйвер, зібраний в одній мікросхемі, або основна маса електронних елементів якого являє собою одну мікросхему. Такий драйвер захищає діод чи діодну лампу від перепадів напруги в певному вузькому діапазоні, але не захищає від значних перепадів сили струму. Є бюджетним рішенням для LED лампи. Використовуються у всіх типах світлодіодних ламп і світильників.
IC
Наявність   у драйвері IC мікросхеми дозволяє контролювати не лише напругу, що надходить на світлодіоди, але і силу вхідного струму. Високочастотний EMC-фільтр усуває перешкоди, що створюються при перетворенні струму, а трансформатор (чи котушка-дросель) знижує вхідну напругу до необхідного рівня для стабільної роботи. Подібний драйвер, хоч і масивніший і дорожчий у виробництві, забезпечує  більш тривалу роботу світлодіодної лампи. Саме він переважно використовується у всіх видах лампочок і світильників.

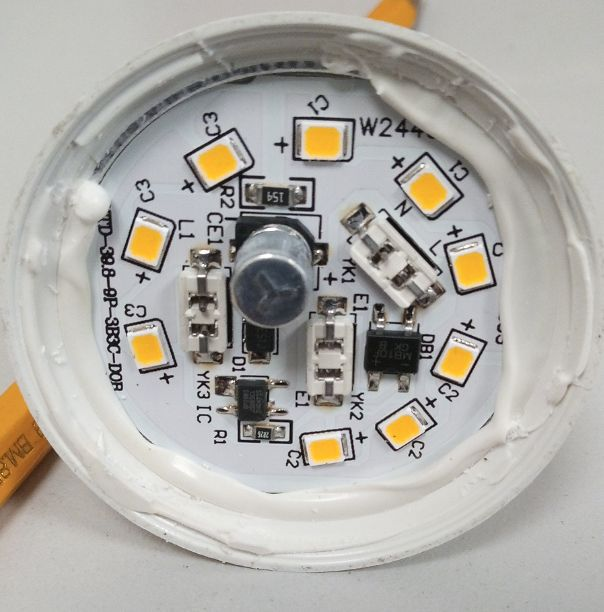
Driver on Board виконання: діоди напаяні на одну плату із рештою елементів драйвера

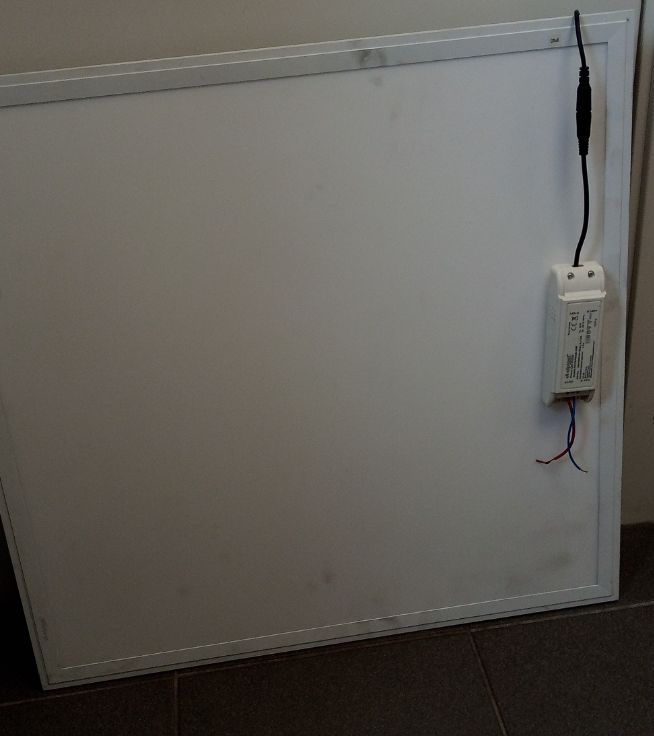
Constant драйвер, під'єднаний до ЛЕД панелі через роз'єм

### Щодо особливостей монтажу
Схема драйвера може бути зібрана на одній платі разом із розміщеними там світлодіодами (DoB; так роблять у лампах під побутовий патрон Е14 чи Е27), або в окремій платі, чи, навіть корпусі (тоді такий драйвер прийнято називати Constant чи Isolated)
- DoB (Driver on Board) чи “драйвер на платі”. При цьому більшість  елементів драйвера наносяться на плату  разом із світлодіодами. DoB   більш бюджетні і дозволяють заощадити місце в корпусі лампи, проте розміщення драйвера на платі зі світлодіодами призводить до перегрівання елементів, що є недоліком, який знижує час експлуатації пристрою.   DoB зустрічається практично у всіх LED лампочках і світильниках через його дешеве виробництво і компактність. Навіть для деяких LED світильників з компактним корпусом (таких як прожектори)  DoB – єдине можливе рішення.
- Constant, чи Isolated (ізольований)  –   драйвер, електронні компоненти якого винесені на окрему плату, плата може бути як відкрита, так і вміщена в окремий корпус. Такий спосіб дорожчий у виробництві; вимагає додаткового місця, проте, забезпечує краще охолодження елементів пристрою від перегрівання і збільшує термін його служби. Зустрічається в філаментних лампах, водонепроникних ЖКГ чи меблевих світильниках.

### Особливості маркування драйверів в залежності від застосування
- Маркування IP20  — драйвер виготовлено у формі відкритої плати чи корпус має отвори. Це найнижчий ступінь захисту від впливу навколишнього середовища. Використовується для закритих опалюваних приміщень, у житлових кімнатах, офісах, опалюваних сухих коморах чи сховищах [2].
- Маркування IP44 — IP54 означає, що драйвер виготовлено у пластиковому корпусі. Такий пристрій може бути застосований для критих, у тому числі і неопалюваних складських приміщень, ангарів, навісів, веранд, де виключено попадання прямих опадів і сонячного проміння.
- Маркування IP65 — IP68 показує, що модель може бути застосована для вуличного освітлення, неопалюваних приміщень з підвищеним рівнем вологості. Виробник гарантує, що пристрій  захищений від впливу вологи, пилу та вібрацій.